# Катран філіппінський
Катран філіппінський (Squalus montalbani) — акула з роду Катран родини Катранові. Інша назва «індонезійський зеленоокий катран».

## Опис
Загальна довжина досягає 94,5 см. Спостерігається статевий диморфізм: самиці значно більше за самців. Голова невелика. Морда широка, трикутна, кінчик закруглено. Очі великі, мигдалеподібні. Рот широкий, зігнутий. Зуби на обох щелепах дрібні, мають форму косих, до кутів рота, трикутників, майже однакові за формою. У неї 5 пар зябрових щілин середньої довжини. Тулуб подовжений, помірно широкий та щільний. Осьовий скелет наділено 105–114 хребцями. Грудні плавці слабко вираженої серпоподібної форми. Його висота сягає 13,4% довжини тіла. Має 2 спинних плавця з помірно тонкими шипами. Передній спинний плавець значно більше за передній. Черевні плавці маленькі. Хвостовий плавець широкий, веслоподібної форми, y верхній лопаті є торочки та глибокий виріз у середній частині.
Забарвлення сіре з коричневим відтінком. Черево попелясто-сірого кольору. На хвостовому плавці (біля хвостового стебла та верхньої лопаті) є темні, не дуже контрастні плями. Задня крайка хвостового плавця зі світлою облямівкою.

## Спосіб життя
Тримається на глибині від 154 до 1370 м, переважно біля дна. Це бентофаг. Живиться дрібними костистими рибами, головоногими молюсками та ракоподібними.
Статева зрілість у самців настає при розмірах 62-67 см, самиць — 80 см. Це яйцеживородна акула. Вагітність триває до 2 років. Самиця народжує від 4 до 16 акуленят завдовжки до 25 см.
Час від часу (переважно в Індонезії) виловлюється місцевими рибалками, які вживають цього катрана у сушеному, соленому, копченому вигляді. Вживається також печінка, багата на сквален.

## Розповсюдження
Мешкає біля узбережжя Філіппін, Індонезії та у тропічних водах Австралії.